# Pivovar Staropramen
Pivovar Staropramen (Brouwerij Staropramen) is de op een na grootste brouwerij van Tsjechië. 

## Geschiedenis
De brouwerij werd in 1869 in Praag opgericht. Sinds 1911 is de merknaam Staropramen geregistreerd, wat Oude Bron betekent. Na de Tweede Wereldoorlog werd de brouwerij eigendom van de Tsjechoslowaakse staat. Na de val van het communisme werd het weer een privébedrijf. In Praag verenigden drie grote brouwerijen (Staropramen, Braník en Mestan) zich in één grote groep Pražské pivovary, a.s.. In november 1996 verhoogde de eigenaar, de Britse Firma Bass zijn aandeel tot 51%. Toen Bass besloot uit de brouwindustrie te stappen, kwam de groep in 2000 in handen van Interbrew (het huidige AB InBev). In oktober 2009 verkocht AB InBev alle Centraal-Europese brouwerijen aan CVC Capital Partners, die deze onderbracht in een nieuwe firma StarBev. In april 2012 werd StarBev op zijn beurt verkocht aan de Noord-Amerikaanse brouwerijgroep Molson Coors en kreeg de naam Molson Coors Central Europe.

## Bieren
- Staropramen Světlý, blonde lager, 4%
- Staropramen 11, blonde lager, 4,7%
- Straopramen Déčko, blond, suikerarm, 4%
- Staropramen Černý, donkere lager, 4,5%
- Staropramen Granát, donkere lager, 4,8%
- Staropramen Ležák , blonde lager, 5,2%